# アドリアン・ペレイラ
アドリアン・ニルセン・ペレイラ（Adrian Nilsen Pereira 、1999年8月31日 - ）は、ノルウェー・スタヴァンゲル出身のプロサッカー選手。ローゼンボリBK所属。ポジションは、ディフェンダー（レフトバック）。

## 経歴
2017年11月26日、2-0で勝利したホームのスターベク戦でリーグデビューを果たした。
2018シーズンは出場機会こそなかったものの、2018年11月28日にバイキングとプロ契約を結んだ。

## 個人成績

### クラブ
2020年8月30日現在
| クラブ     | シーズン | リーグ                   | リーグ | リーグ | カップ | カップ | 合計 | 合計 |
| クラブ     | シーズン | リーグ                   | 出場   | 得点   | 出場   | 得点   | 出場 | 得点 |
| ---------- | -------- | ------------------------ | ------ | ------ | ------ | ------ | ---- | ---- |
| バイキング | 2017     | エリテセリエン           | 1      | 0      | 1      | 0      | 2    | 0    |
| バイキング | 2018     | OBOSリーガエン           | 0      | 0      | 0      | 0      | 0    | 0    |
| バイキング | 2019     | エリテセリエン           | 17     | 2      | 5      | 0      | 22   | 2    |
| バイキング | 2020     | エリテセリエン           | 15     | 2      | 0      | 0      | 15   | 2    |
| バイキング | 合計     | 合計                     | 33     | 4      | 6      | 0      | 39   | 4    |
| PAOK       | 2020-21  | ギリシャ・スーパーリーグ | 0      | 0      | 1      | 0      | 0    | 0    |
| PAOK       | 合計     | 合計                     | 0      | 0      | 1      | 0      | 0    | 0    |
| 通算       | 通算     | 通算                     | 33     | 4      | 7      | 0      | 40   | 4    |

## 私生活
元サッカー選手のトーマス・ペレイラの息子である。

## タイトル
バイキング
- ノルウェー・フットボールカップ: 2019

PAOK
- キペロ・エラーダス: 2020-21